# Buseoksa
Chùa Buseoksa (Hangul: 부석사, Hanja: 浮石寺 - Phù Thạch tự) là một ngôi chùa Phật giáo nằm gần núi Bonghwang ở Buseok-myeon, thuộc Yeongju, Gyeongsang Bắc, Hàn Quốc. Học giả Uisang nổi tiếng lập ra ngôi chùa này vào năm 676, tức năm thứ 16 dưới thời Văn Vũ Vương của Tân La.
Bài giảng của Uisang thường xuyên ca ngợi Hoa Nghiêm tông. Uisang sau này được vinh danh là học giả đáng kính của Buseok và trường phái ông dạy mang danh là trường pháp Buseok. Đền là nơi có Muryangsujeon, tòa nhà gỗ lâu đời thứ hai còn sót lại ở Hàn Quốc, được xây dựng lại vào năm 1376.
Vào năm 1372, một số lượng lớn các tòa nhà phụ đã được thêm vào bởi nhà sư vĩ đại Won-eung, dưới triều đại của Cung Mẫn Vương vào năm 1376. Một vài tòa nhà trong thời đại Cao Ly (thế kỷ 9 đến cuối thế kỷ 14) vẫn còn tồn tại cho đến tận bây giờ, một trong số đó là sảnh chính được gọi là Muryangsujeon nằm ở nơi cao nhất của đền, nơi lưu giữ bức tượng A-di-đà.